# 墨西哥卷饼
墨西哥卷饼 （西班牙語：Burrito），是一种墨西哥料理。它主要是将肉、豆、碎奶酪等食品和各种酱放在墨西哥薄饼上，并把饼卷起来完全包紧。它与墨西哥夹饼类似，但夹饼只是用薄饼将里面的食物包裹住一半，而并非全部。卷饼所用的饼通常比夹饼的饼要软得多也大得多。主要是为了更方便地包紧食物。卷饼在包括墨西哥和美国在内的美洲地区十分流行，并根据当地风俗演化成各种样式，同时也有许多专门销售此类食品的餐厅。

## 词源
单词“burrito”在西班牙语中的意思是“小驴”，“burro”的小个子的形式。可能是因为其外观与用驴运载的铺盖和包裹的外观相似而派生出这个名称。
“burrito”这个词在1895年第一次出现在墨西哥词典里，它是在瓜纳华托地区使用的专用词，用于描述一个“裹有肉或其他食物的卷饼，在尤卡坦被称为coçito，在库埃纳瓦卡和墨西哥称为taco”。 这本字典在1895年出版，这个事实打消了其词于胡安·门德斯（西班牙語：Juan Méndez）在华雷斯城（西班牙語：Juarez）的“驴”墨西哥革命（1910-1921）。
在墨西哥的其他地区，例如塔毛利帕斯州，类似的食物被称为“flauta”（长笛）。

## 成分

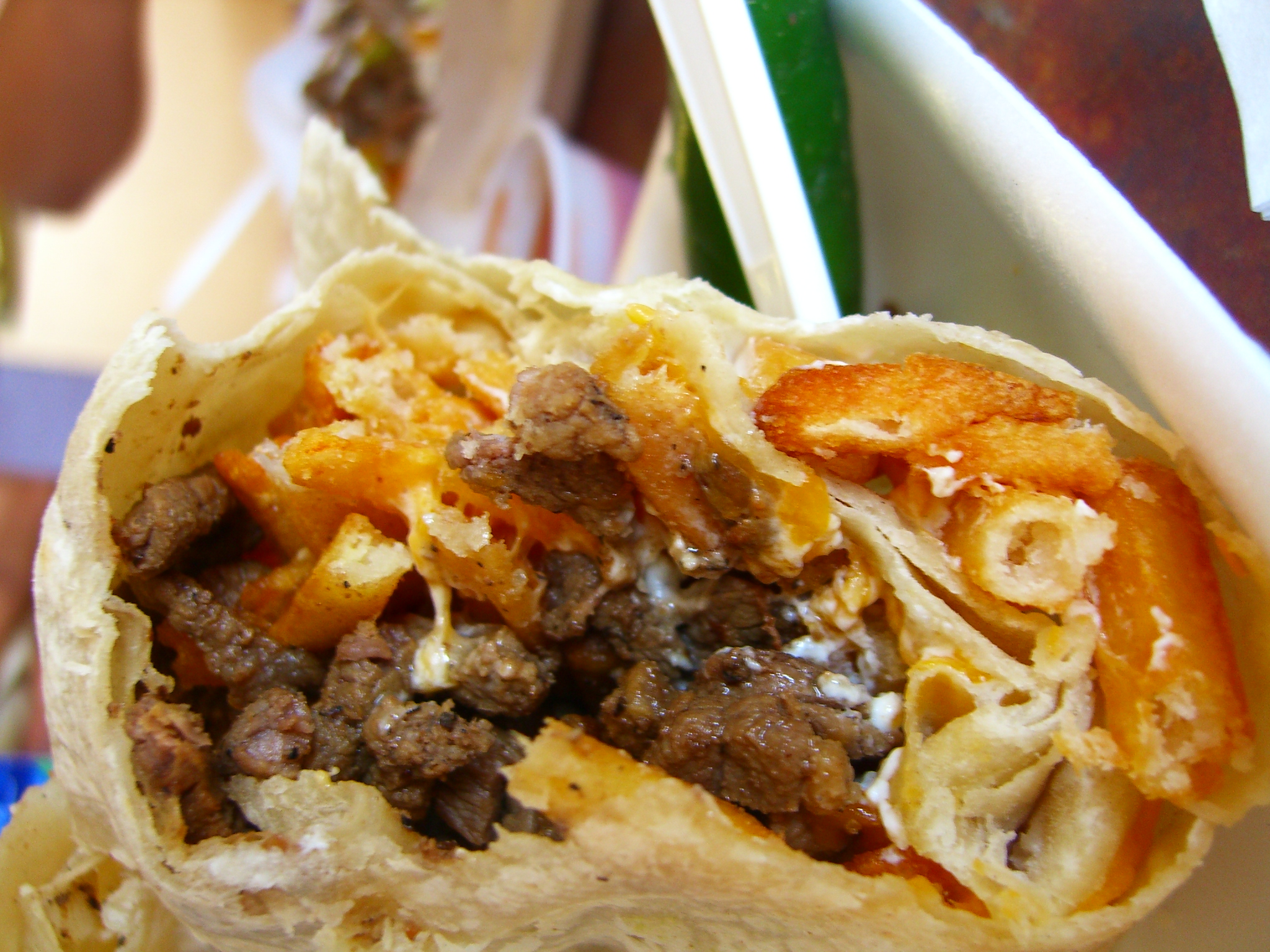
美国加州的卷饼内部

作为墨西哥的传统食品，卷饼内通常只包含肉类和豆、豆泥。但由于这种食物已经传到其它地方，一些地区的人们根据自己的爱好对其进行改良。在美国，卷饼内通常含有米饭（分为白米、棕色米等多种样式）、豆或豆泥、生菜、碎奶酪、肉或肉酱（可包括鸡肉、猪肉、牛肉、切碎的牛排）、洋葱等。而佐料可有鳄梨酱、萨尔萨辣酱、酸奶油、玉米粒等，卷饼通常不使用番茄酱作为佐料。总而言之，美国的卷饼比传统墨西哥卷饼包含更多种的食物和酱料。
在美国，还有一种叫专供早餐的早餐捲餅。它的成分主要是由早餐食品组成，例如炒蛋、马铃薯、培根等。同时配以辣酱。
在中国，肯德基也推出面向中国市场的“墨西哥鸡肉卷”及“老北京鸡肉卷”（前者于2012年下半年下线），就是以卷饼为背景制成的。因中国人口味改良过后的老北京鸡肉卷放入了诸如甜面酱、黄瓜条等美洲不常见的佐料，口味也与传统卷饼完全不同。其後，麥當勞在2013年中也在中國大陸和香港推出以墨西哥捲餅製作的麥飯捲。
在一些地方的餐厅，还销售“卷饼碗”（burrito bowl），它本身并不是卷饼，但成分和卷饼很类似，是卷饼的衍生食品。它和卷饼的区别在于没有了最外层的墨西哥薄饼，而是直接将原本包在薄饼内的食物和佐料倒到碗中。还可能添加诸如柠檬等附加品，形式与拌饭类似。

## 制作方法
餅皮的烤法很簡單，將平底鍋預熱後轉成中火，兩面各煎10秒-15秒，煎過頭會使餅皮周圍硬化，影響口感。
墨西哥捲餅內的餡料千變萬化，可由廚師放置任何想要的食材。但是要包出好的墨西哥捲餅就有比較一致的捲法了，將餡料平均放置於捲餅中央後，將左右兩側的餅皮向內對折1/3，再將餅皮從後往前裹住整個內餡，再將餅皮往內餡底部壓緊使捲餅扎實，即可完成一個完整個墨西哥捲餅。

## 外部連結
- Fox, Peter.  (RealMedia). All Things Considered. National Public Radio. 1998-07-02. （原始内容存档于1999-11-13）.
- Fox, Peter.  (RealMedia). All Things Considered. National Public Radio. 1998-07-17. （原始内容存档于2020-11-06）.
- Fox, Peter.  (RealMedia). All Things Considered. National Public Radio. 1998-07-31. （原始内容存档于1999-10-02）.
- Fox, Peter.  (RealMedia). All Things Considered. National Public Radio. 1998-08-12. （原始内容存档于2020-11-06）.
- Fox, Peter.  (RealMedia). All Things Considered. National Public Radio. 1998-09-03. （原始内容存档于2020-11-06）.
- Young, Marc. . Culture & Lifestyle. Deutsche Welle. 2005-02-25  [2008-02-18]. （原始内容存档于2011-08-25）.